# Menoua
Menoua ist ein Département der Region Ouest in Kamerun.
Auf einer Fläche von 1380 km² leben nach der Volkszählung 2001 372.244 Einwohner. Die Hauptstadt ist Dschang.

## Gemeinden
- Dschang
- Fokoué
- Fongo-Tongo
- Nkong-Zem
- Penka-Michel
- Santchou